# أولي لي
أولي لي (بالإنجليزية: Oliver Lee) هو لاعب كرة قدم بريطاني في مركز الوسط، ولد في 11 يوليو 1991 في Hornchurch ‏ في المملكة المتحدة. لعب مع برمنغهام سيتي ونادي بارنت ونادي بليموث أرجايل ونادي غيلينغهام ونادي لوتون تاون ووست هام يونايتد.

## وصلات خارجية
- أولي لي على موقع إي إس بي إن إف سي (الإنجليزية)
- أولي لي على موقع قاعدة بيانات كرة القدم.إي يو (الإنجليزية)
- أولي لي على موقع Soccerbase.com (لاعب) (الإنجليزية)
- أولي لي على موقع Soccerway.com (الإنجليزية)
- أولي لي على موقع عالم كرة القدم.نت (الإنجليزية)